# Bocad
bocad-3D est un système de conception et de fabrication assisté par ordinateur (CFAO), développé pour la construction métallique, du bois, des façades et couverture des bâtiments, ainsi que des installations offshore et de la construction de pylônes.